# 13. bojna "Jure vitez Francetić"
13. bojna "Jure vitez Francetić" je bila postrojba Hrvatskih obrambenih snaga tijekom rata u Bosni i Hercegovini.

## Ratni put

### Početak
Nakon srpske pobune u Hrvatskoj i otvorene agresije JNA 1991., u okrilju Hrvatske stranke prava nastaju Hrvatske obrambene snage. Zaoštravanjem situacije u Bosni i Hercegovini, članovi HSP-a u Tomislavgradu početkom jeseni 1991. također osnivaju postrojbu HOS-a. Inicijativu za osnivanje postrojbe dali su predsjednik stranke Mirko Šarić i tajnik Jurica Kapulica. To je ujedno bila i prva postrojba HOS-a na području Hercegovina te i u cijeloj BiH. 
U postrojbu su dolazili dobrovoljci koji su se privatno naoružavali. Utemeljen je i kamp za obuku. Nakon potpisivanja Sarajevskog primirja 3. siječnja 1992. sukobi u Hrvatskoj se privremeno smiruju i Tomislavgrađani koji su se borili u Hrvatskoj vojsci se vraćaju i prijavljuju u HOS Tomislavgrad. Jedan od povratnika bio je i Ivan Mamić "Ićola", koji je u siječnju 1992. prvo imenovan zapovjednikom kampa za obuku a kasnije i zapovjednikom postrojbe. Većina pripadnika postrojbe bili su Hrvati iz općina Tomislavgrad i Livno a oko 25% pripadnika postrojbe bili su Muslimani/Bošnjaci.
Sa sve boljom obućenošću pripadnika i organizacijom postrojbe, postrojba se uključuje i u organizaciju obrane Tomislavgrada, u suradnji s tadašnjom Teritorijalnom obranom BiH u Tomislavgradu, koja je bila u hrvatskim rukama. 

### Prva ratna iskustva
Nakon manjih incidenata početkom 1992., u ožujku u BiH izbija otvoreni rat. Postrojba HOS-a Tomislavgrad bila je dobro uvježbana ali nedovoljno opremljena, posebno protuoklopnim i težim sredstvima. Grupa dobrovoljaca iz postrojbe HOS-a Tomislavgrad je otišla u Bosansku Posavinu gdje su se borili pod zapovjedništvom Ante Prkačina. 6. travnja JNA napada Kupres i Tomislavgradski HOS-ovci zajedno s hrvatskom dobrovoljačkom Kupreškom bojnom i drugim hrvatskim dobrovoljcima sudjeluje u obrani Kupresa. Snage JNA su do 10. travnja nadjačale hrvatske branitelje i osvojile grad.
U međuvremenu, dolaskom sve više dobrovoljaca u postrojbu, Tomislavgradski HOS prerasta u bojnu, koja dobiva ime 13. bojna "Jure vitez Francetić", po ustaškom krilniku iz drugog svjetskog rata, Juri Francetiću. U sastavu bojne bila je II. satnija "Marijan Živko" kao i interventni vod u kojem su bili najuvježbaniji vojnici. Bojna sudjeluje u svim borbama na tomislavgradsko-kupreškoj bojišnici.

### Brigada Kralj Tomislav
Nakon službenog osnivanja Hrvatskog vijeća obrane 8. travnja 1992., Teritorijalna obrana Tomislavgrada se reorganizira i od svih postrojbi u obrani se osniva HVO brigada Kralj Tomislav. 13. bojna "Jure vitez Francetić" postaje samostalna bojna HOS-a u toj brigadi, čime se riješava i njezin status, jer je do tada gledana kao stranačka postrojba HSP-a.
Nakon smrti generala bojnika Armije RBiH i zapovjednika hercegovačkog HOS-a Blaža Kraljevića 9. kolovoza 1992., većina muslimanskih pripadnika 13. bojne HOS-a je po zapovjedima Glavnog Stožera HVO-a razoružana te su držani pod nadzorom. Manji dio njih je napustio postrojbu te su se priključili Armiji BiH.
Krajem 1992. i početkom hrvatsko-bošnjačkog sukoba, najveci dio boraca 13. bojne HOS-a, u sklopu HVO-a brigade Kralj Tomislav, odlazi na Uskopaljsko i Ramsko ratište te sudjeluju u sukobima s Armijom BiH. Manji dio boraca, većinom iskusniji i obučeniji pripadnici, postali su dio jedinice za posebne namjene Hrvatske zajednice Herceg-Bosne i sudjelovali u borbama s Armijom BiH oko Jablanice i Mostara. U ožujku 1993. zapovjednik postrojbe, Ivan Mamić, angažirao se na smirivanju odnosa između postrojbi HOS-a i HVO-a u Livnu.

## Citati iz tiska
Tomislavgradske ratne novine (br. 10) - 4.06.1993.

Zapovjednik postrojbe Ivan Mamić o jedinici:
Željko Glasnović, zapovjednik HVO Brigade Kralj Tomislav o postrojbi HOS-a Tomislavgrad: